# 科英布拉新主教座堂
科英布拉新主教座堂（葡萄牙语：Sé Nova de Coimbra）是天主教科英布拉教区目前的主教座堂，位于葡萄牙城市科英布拉上城，靠近科英布拉大学。 

## 历史
新主教座堂原为耶稣会教堂，建于1543年。1759年，首相庞巴尔侯爵将耶稣会驱逐出葡萄牙。1772年，主教座堂从罗曼式的科英布拉旧主教座堂迁往更为宽敞、摩登的空置的耶稣会教堂。
该教堂建筑的影响远达葡萄牙殖民地。巴西萨尔瓦多前耶稣会教堂（今萨尔瓦多主教座堂）的立面，建于17世纪，灵感来自科英布拉耶稣会教堂。

## 建筑
在新主教座堂的立面，有4位耶稣会圣人的雕像。立面上部的巴洛克装饰，完成于18世纪初，而下部则属于刚硬的风格主义。该教堂主立面后面有两座钟楼。
教堂内部有多处巨大，豪华的17世纪和18世纪祭台。